# Heymann Steinthal
Heymann ou Hermann Steinthal (né le 16 mai 1823 à Gröbzig en duché d'Anhalt-Köthen - mort le 14 mars 1899 à Berlin, est un philosophe et linguiste allemand.

## Biographie
Il étudie la philologie et la philosophie à l'université de Berlin puis est nommé Privat-docent de philologie et mythologie dans cette institution en 1850. Il est influencé par Wilhelm von Humboldt, dont il édite les Sprachwissenschaftliche Werke en 1884. De 1852 à 1855 Steinthal réside à Paris où il se consacre à l'étude du mandarin et en 1863 est nommé professeur assistant à l'université de Berlin. À partir de 1872, il est également privat-dozent en histoire critique de l'Ancien Testament et en philosophie religieuse à la Hochschule für die Wissenschaft des Judentums. En 1860, il fonde - en compagnie de son beau-frère Moritz Lazarus - la Zeitschrift für Völkerpsychologie und Sprachwissenschaft dans laquelle est créée la science nouvelle de Völkerpsychologie (littéralement : psychologie des peuples). À partir de 1883, Steinthal est l'un des directeurs de la Deutsch-Israelitische Gemeindebund et est responsable du département d'instructions religieuses dans différentes petites congrégations.
Mort à Berlin, il est enterré au cimetière juif de Berlin

## Principaux ouvrages
- Die Sprachwissenschaft W. von Humboldts und die Hegel'sche Philosophie (Berlin, 1848)
- Klassifikation der Sprachen, dargestellt als die Entwickelung der Sprachidee (ib. 1850), paru en 1860 sous le titre Charakteristik der Hauptsächlichre, édité et augmenté par l'auteur et Franz Misteli, comme second volume du Abriss der Sprachwissenschaft (ib. 1893)
- Der Ursprung der Sprache im Zusammenhang mit den Letzten Fragen Alles Wissens (ib. 1851, 4e édition augmentée 1888)
- Die Entwickelung der Schrift (ib. 1852)
- Grammatik, Logik, Psychologie: Ihre Prinzipien und Ihre Verhältniss zu Einander (ib. 1855)
- Geschichte der Sprachwissenschaft bei den Griechen und Römern (ib. 1863, 2e édition 1889-91)
- Philologie, Geschichte und Psychologie in Ihren Gegenseitigen Beziehungen (ib. 1864)
- Die Mande-Negersprachen, Psychologisch und Phonetisch Betrachtet (ib. 1867)
- Abriss der Sprachwissenschaft (vol. I: Einleitung in die Psychologie und Sprachwissenschaft, ib. 1871; 2e édition 1881)
- Allgemeine Ethik (ib. 1885)
- Zu Bibel und Religionsphilosophie (ib. 1890; nouvelle série, 1895), principalement constitué de conférences prononcées devant la Société des Amis au bénéfice de la Hochschule für die Wissenschaft des Judentums.

Le premier volume de ses Gesammelte Kleine Schriften (en) paraît à Berlin en 1880.